# Шит, Байрам
Байрам Шит (тур. Bayram Şit, 1930 — 29 мая 2019) — турецкий борец вольного стиля, олимпийский чемпион.

## Биография
Байрам Шит родился в 1930 году в деревне Акшар района Аджипаям ила Денизли.
В 1951 году Байрам Шит завоевал золотую медаль Средиземноморских игр, а в 1952 году стал олимпийским чемпионом. Победил француза Роже Бьелля, советского борца Ибрагима Дадашева, шведа Генри Хольмберга, финна Рауно Мякинена, иранца Нассера Гивехчи, американца Джо Хенсона.
В 1954 году он стал серебряным призёром чемпионата мира. На Олимпийских играх 1956 года Байрам Шит занял 4-е место и после этого завершил спортивную карьеру. Впоследствии он был тренером национальной сборной Турции, работал во Франции.